# Bob Daisley
Robert John “Bob” Daisley (Sídney, 13 de febrero de 1950) es un bajista y compositor australiano de heavy metal, popular por su colaboración con bandas y artistas como Ozzy Osbourne, Black Sabbath, Gary Moore, Rainbow, Uriah Heep e Yngwie Malmsteen.

## Carrera
1975 es el año en el que Daisley tiene su primer acercamiento al metal, uniéndose a una banda influenciada en el sonido Black Sabbath, llamada Widowmaker. Ese mismo año reemplazó a Mark Clarke en Rainbow durante las sesiones del famoso álbum Long Live Rock n' Roll. Permaneció en la banda de Ritchie Blackmore hasta 1979, año en el que es reemplazado por Roger Glover.
Los años siguientes es reclutado por Ozzy Osbourne, con el que colaboraría hasta 1991, fuere o no en la alineación titular, pero siendo pieza clave en la composición de las letras y la música. En este lapso también grabó dos discos con la nueva formación de Uriah Heep, estos son Abominog y Head First, y grabó tres discos junto al exguitarrista de Thin Lizzy, Gary Moore. También realizó una aparición en el álbum The Eternal Idol de Black Sabbath.
Desde comienzos de los noventa, Daisley ha contribuido en producciones musicales, como bajista, productor y compositor, de bandas como Yngwie Malmsteen, Takara, Bill Ward, entre otras.
El 7 de febrero de 2003 grabó una presentación en vivo en The Basement, en la ciudad de Sídney, Australia, con la banda de blues australiana The Hoochie Coochie Men.

## Discografía

### Con Kahvas Jute
- Wide Open (1970)

### Con Chicken Shack
- Unlucky Boy (1972)

### ConMungo Jerry
- Long Legged Woman Dressed In Black (1974)

### Con Widowmaker
- Widowmaker (1975)
- Too Late To Cry (1977)

### Con Rainbow
- Long Live Rock 'N' Roll (1977) UK#7, US#89

### Con Ozzy Osbourne
- Blizzard of Ozz (1980) UK#7, US#21
- Diary of a Madman (1981) UK #14, US #16
- Bark at the Moon (1983) UK #24, US #19.
- The Ultimate Sin (1986)
- No Rest for the Wicked (1988) UK #23, US #13
- No More Tears (1991) UK#10

### Con Uriah Heep
- Abominog (1982) UK #34, US #56
- Head First (1983) UK #56, US #159

### Con Gary Moore
- Victims of the Future (1984)
- Run for Cover (1985)
- Wild Frontier (1987)
- After the War (1988)
- Still Got the Blues (1990)
- After Hours (1992)
- Power of the Blues (2004)

### Con Black Sabbath
- The Eternal Idol (1987)

### Con Living Loud
- Living Loud (2004)
- Live in Sídney 2004 (2005)

### Otras Apariciones
- Yngwie Malmsteen - Odyssey (1988) UK#10
- Bill Ward - Ward One: Along the Way (1990)
- Jeff Watson - Lone Ranger (1992)
- Mother's Army - Mother's Army (1993)
- Takara - Taste of Heaven (1995)
- Varios Artistas - In From the Storm, a Jimi Hendrix tribute álbum (1995)
- Mother's Army - Planet Earth (1997)
- Mother's Army - Fire On The Moon (1998)
- Takara - Blind In Paradise (1998)
- Stream - Nothing Is Sacred (1998)
- The Hoochie Coochie Men - The Hoochie Coochie Men (2001)
- Jon Lord with The Hoochie Coochie Men -'Live at the Basement' (2003)
- Karl Cochran – Voodooland (2004)